# Christin Piek
Christin Albert Henri Piek (* 23. Januar 1889 in Brüssel; † unbekannt) war ein belgischer Tauzieher. Bei den Olympischen Sommerspielen 1920 im nordbelgischen Antwerpen gewann Piek gemeinsam mit Edouard Bourguignon, Alphonse Ducatillon, Rémy Maertens, Henri Pintens, Charles Van Den Broeck, François Van Hoorenbeek und Gustave Wuyts die Bronzemedaille im letzten Tauziehwettbewerb der Olympischen Spiele.
Bei dem am 17. und 18. August 1920 stattfindenden Wettbewerb (offiziell als Lutte à la Corde bezeichnet) trat die achtköpfige Mannschaft vermutlich im ersten Wettkampf gegen die US-amerikanische Mannschaft an. Bekannt ist lediglich, dass sich Piek und seine Mannschaft gegen die Nordamerikaner durchsetzen konnten. Das wohl zweite Duell fand gegen den späteren Olympiasieger aus dem Vereinigten Königreich statt. Der offizielle Olympische Report gibt an, dass sich das britische Team der City of London Police nach 29,4 und 38 Sekunden mit 2:0 gegen Belgien durchsetzen konnte. Henk Janssen gibt an, dass die Belgier anschließend darauf verzichten wollten, gegen die niederländische Mannschaft um die Silbermedaille zu ziehen; durch den Rückzug Italiens war den Belgiern um Piek der Gewinn der Bronzemedaille bereits sicher. Die Niederländer konnten die belgische Mannschaft schließlich von einem Ziehen um Silber oder Bronze überzeugen. Nach 63,4 und 123 Sekunden entschieden die Niederländer das Duell mit 2:0 für sich, sodass Piek die olympische Bronzemedaille gewann.